# Janusz Marian Danecki
Janusz Marian Danecki   (Sochaczew, 8 de setembre de 1951 - Campo Grande, 30 d'agost de 2024) va ser un prelat polonès, bisbe auxiliar de l'arxidiòcesi catòlica romana de Campo Grande.
Va ingressar a l'Orde dels Frares Menors Conventuals l'any 1971, professant formalment la seva fe el 8 de desembre de 1975. Va ser ordenat sacerdot el 19 de juny de 1977. Durant vuit anys va exercir el ministeri sacerdotal a Polònia, passant per diverses parròquies i també a l'arxidiòcesi catòlica romana de Varsòvia fins a 1984. El 14 d'abril de 1985 va ser enviat a la Missió de Sant Maximilià Maria Kolbe al Brasil, vinculat a la prelatura de Tefé. També va dur a terme activitats parroquials a l'arxidiòcesi catòlica romana de Brasilia i a la diòcesi catòlica romana de Luziânia. El 25 de febrer de 2015 va ser nomenat bisbe auxiliar de l'arxidiòcesi de Campo Grande i bisbe titular de Regiæ l'1 de maig del mateix any. El seu consagrador va ser Dimas Lara Barbosa, arquebisbe de Campo Grande, qui fou auxiliat per Sérgio Eduardo Castriani, arquebisbe de Manaus, i João Casimiro Wilk, bisbe d'Anàpolis. Va morir el 30 d'agost de 2024 a Campo Grande, la capital de l'estat de Mato Grosso do Sul, en el transcurs d'una intervenció de cirurgia toràcica.